# Gunslinger Girl
Gunslinger Girl (ガンスリンガー·ガール?, Gansuringā Gāru) è un manga scritto e disegnato da Yu Aida dal 2002 al 2012, composto da quindici tankōbon. In Italia il manga è stato pubblicato parzialmente in due occasioni, prima da Shin Vision e poi da d/visual, rimanendo incompleto in entrambe le occasioni; un'ulteriore ristampa, ad opera di Planet Manga è stata pubblicata dal 29 agosto 2019 al 22 luglio 2021.
Dai primi due volumi è stato tratto una serie televisiva anime di tredici episodi, diretto nel 2003 da Morio Asaka. Una seconda serie, intitolata allo stesso modo ma con il sottotitolo Il Teatrino è stata diretta da Rei Mano nel 2008, e si basa su alcuni degli eventi presenti nei volumi tre, quattro e cinque del manga. Dal manga è stato tratto anche un videogioco per PlayStation 2, uscito solamente in Giappone nell'aprile 2004.

## Trama
In un imprecisato futuro, l'Italia è preda di attentati terroristici realizzati dal Movimento delle Cinque Repubbliche, un movimento indipendentista del Nord. Per fronteggiare il crimine e il terrorismo sempre più dilagante, lo Stato ha creato l'Ente Pubblico per il Benessere Sociale, un'organizzazione governativa facente parte della rete italiana di intelligence ed antiterrorismo. Alla luce del sole, però, agisce solo come una società per la salvaguardia del bene pubblico, salvando vite e riabilitando bambini e bambine vittime di abusi. Infatti, mentre la "Sezione 1" utilizza soltanto uomini e donne, la "Sezione 2" impiega giovani bambine, vittime di atroci violenze, di malattie o incidenti invalidanti, trasformandole in cyborg micidiali. Le bambine vengono chiamate dagli adulti "marionette".
Dopo la trasformazione la bambina subisce un "condizionamento" (lavaggio del cervello) e le viene cancellata la memoria. A questo punto, dopo un periodo di addestramento, è pronta per impegnarsi nelle missioni che le vengono assegnate, assieme al suo "fratello", ossia un ragazzo adulto che l'ha selezionata.
Ma ben presto l'organizzazione si trova nei guai, poiché le bambine, seppure pesantemente condizionate e trasformate in mere armi, mantengono la propria anima e tutto ciò che le rende umane. Henrietta, una bambina di 10 anni, finisce così per innamorarsi perdutamente del suo "fratello" Giuseppe, mentre le sue amiche si trovano a dover affrontare analoghe problematiche relative alla contrapposizione tra le loro origini umane e il loro nuovo stato di cyborg.
La trama segue quindi i vari rapporti tra i membri dell'Ente. Ogni capitolo prende in esame una coppia o un personaggio in particolare. Lo sfondo è la battaglia che l'Ente per il Benessere Sociale sta portando avanti contro il Movimento delle Cinque Repubbliche, ma le bambine vengono utilizzate anche in operazioni contro la mafia.

### Condizionamento e tecnologia
Il condizionamento, un vero e proprio lavaggio del cervello che cancella la memoria e rende il soggetto più ricettivo, sviluppando quasi un sesto senso, viene visto come necessario per poter prendere il controllo delle bambine e trasformarle in macchine da guerra senza paura e senza scrupoli. Il trattamento però accorcia sensibilmente la loro vita e mina profondamente il loro rapportarsi con le situazioni più banali, come ad esempio una cena al ristorante.
Alcuni "fratelli", i membri maschi delle coppie, considerano le bambine nient'altro che macchine e le trattano in modo rude, tendendo ad approfittare del condizionamento per avere un controllo massiccio su di loro. Altri, come Giuseppe, lasciano più libertà alle bambine e le trattano in modo umano, insegnando loro, oltre che a combattere, a comportarsi all'interno della società. In questo modo si rafforza il rapporto della coppia rendendo i cyborg leali soltanto al proprio "fratello" e praticamente annullando se stessi.
I cyborg hanno due punti deboli: gli occhi (unica cavità non protetta da innesti bionici attraverso cui possono essere uccise) e la loro umanità. Infatti risentono di questo trattamento specialmente coloro che non vengono trattate con cura, sentendosi nient'altro che oggetti.
Per migliorare il lavoro, l'Ente per il Benessere Sociale ha realizzato alcune "marionette" di seconda generazione, scelte tra soggetti più adulti (dai sedici anni). Per queste "marionette" il condizionamento è più leggero, con lo scopo di rendere più lunga la vita della ragazza. Inoltre alle ragazze è praticata una plastica facciale. La prima "marionetta" di seconda generazione è Petruška, una ragazza russa di sedici anni.

### Riferimenti
Dal momento che il manga e l'anime sono ambientati in Italia (tranne alcuni episodi in altri paesi europei), vi sono diversi riferimenti più o meno evidenti. I titoli di ogni episodio, innanzi tutto, sono in italiano, e durante la serie vengono ritratte numerose città d'arte italiane. A Firenze, ad esempio, vengono nominati gli Uffizi e diverse altre strutture e opere d'arte. Vengono visitate anche Napoli (dove si apre la vicenda), Roma, Siena, Frosinone e Taormina. Nell'episodio in Sicilia viene fatto riferimento alla caponata. L'episodio sei dell'anime è ricco di riferimenti al film Vacanze romane, mentre nel terzo della seconda serie vi sono molti richiami al mondo delle fiabe, in particolare a Pinocchio e Cappuccetto Rosso.
Il riferimento più visibile comunque è quello relativo al Movimento delle Cinque Repubbliche. Prendendo infatti come spunto le varie affermazioni e comportamenti dei sostenitori del partito della Lega Nord, viene sviluppato un vero e proprio fronte terroristico che non esita ad usare la forza per imporsi all'attenzione del governo italiano, piazzando bombe e rapendo civili.
Inoltre vi sono riferimenti alle Brigate Rosse e a Silvio Berlusconi: nel capitolo 23 del manga, intitolato Bolle di sapone, un personaggio dichiara: «sai bene che il presidente del consiglio gestisce il 70% dei media nazionali. Quasi tutti i mezzi di comunicazione sono sotto la sua influenza», mentre il presidente del consiglio dichiara: «In questo paese la verità è solo un cumulo di notizie manipolate. Che tristezza...».

## Personaggi

Henrietta in azione nel primo episodio dell'anime

### Marionette cyborgs
Henrietta (ヘンリエッタ?)
Doppiata da: Yūka Nanri (prima serie), Kana Akutsu (seconda serie) (ed. giapponese), Eva Padoan (ed. italiana)
Ha 10 anni. Dopo l'omicidio della sua famiglia a Roma è stata violentata tutta la notte e lasciata per errore in vita. Ricoverata in un ospedale è stata affidata a Giuseppe. La bambina finisce per innamorarsi di lui ed essere gelosa di tutte le donne con cui viene a contatto, anche se Giuseppe vede in lei soltanto una sorella, poiché ha perso una sorella della sua stessa età. Henrietta non ha subito un forte condizionamento e a volte, quando Giuseppe è in pericolo, perde il controllo.
Rico (リコ?, Riko)
Doppiata da: Kanako Mitsuhashi (prima serie), Anri Shiono (seconda serie) (ed. giapponese), Giulia Franceschetti (ed. italiana)
Ha 11 anni. Nata con il CFS (Chronic Fatigue Syndrome, sindrome da fatica cronica) è stata affidata al centro dai genitori dove le è stato dato un nuovo corpo funzionante. Rico ama la sua nuova vita e il suo nuovo corpo, anche se viene trattata come una macchina dal suo "fratello" Gianni.
Doriella (トリエラ?, Toriera, in originale Triela)
Doppiata da: Eri Sendai (prima serie), Atsuko Enomoto (seconda serie) (ed. giapponese), Letizia Ciampa (ed. italiana)
Ha 12 anni. Vittima di uno snuff movie, è il membro più attivo del gruppo, estremamente pragmatica e disponibile, come una sorta di sorella maggiore per le altre bambine. In passato è stata salvata da Hilscher ad Amsterdam e successivamente questi diventa il suo "fratello".
Claes (クラエス?, Kuraesu)
Doppiata da: Ami Koshimizu (prima serie), Risa Mizuno (seconda serie) (ed. giapponese), Francesca Rinaldi (ed. italiana)
Senza un "fratello" è costretta a rimanere all'interno dell'agenzia senza partecipare alle missioni. Per questo viene usata come cavia per gli esperimenti sugli impianti bionici. Ha una passione per i libri e per il giardinaggio.
Angelica (アンジェリカ?, Anjerika)
Doppiata da: Hitomi Terakado (prima serie), Kana Hanazawa (seconda serie) (ed. giapponese), Lucrezia Marricchi (ed. italiana)
Investita dal padre (in bancarotta) dopo che era stata stipulata un'assicurazione sulla sua vita, sopravvive all'incidente ed entra a far parte del gruppo. Essendo però la prima bambina del gruppo è la prima ad incontrare problemi di condizionamento: ha continue amnesie e perdite di memoria, e per questo il suo "fratello" Marco decide di abbandonarla, peggiorando ancora di più la situazione visto che la bambina ormai non desidera che un po' di affetto e approvazione.
Elsa de Sica (エルザ・デ・シーカ?, Eruza de Shīka)
Doppiata da: Mamiko Noto (ed. giapponese), Joy Saltarelli (ed. italiana)
Trattata in modo rude da Lauro, il suo "fratello", di cui in realtà è perdutamente innamorata, tende ad isolarsi dalle altre ragazze attirando il loro odio. Portata alla disperazione da questo rapporto decide infine di togliersi la vita, sparandosi ad un occhio, dopo aver ucciso il suo "fratello". Questo episodio porterà la Sezione 2 vicino alla chiusura definitiva.

### "Fratelli"
Giuseppe (ジョゼ? in originale Joze)
Doppiato da: Hidenobu Kiuchi (prima serie), Kōzō Mito (seconda serie) (ed. giapponese), Francesco Bulckaen (ed. italiana)
Chiamato Giuse da tutti, è il "fratello" di Henrietta. Tratta la bambina con amore, anche se non è veramente innamorato di lei, vedendola più come una sorella (ha perso infatti sua sorella anni prima).
- Gianni (ジャン?, Jan, in originale Jean)

Doppiato da: Mitsuru Miyamoto (prima serie), Takehito Koyasu (seconda serie) (ed. giapponese), Francesco Prando (ed. italiana)
È il fratello maggiore di Giuseppe e il "fratello" di Rico, con cui si comporta sempre in modo freddo, vedendola soltanto come una "marionetta".
- Hilscher (ヒルシャー?, Hirushā), anche traslitterato Hillshire e Hirscher

Doppiato da: Masashi Ebara (prima serie), Masaya Matsukaze (seconda serie) (ed. giapponese), Vittorio Guerrieri (ed. italiana)
È il "fratello" di Doriella. Era un investigatore dell'Europol e ha salvato la ragazza dalla morte. Come Giuseppe, ha un approccio molto delicato con la sua "marionetta", a cui regala spesso orsacchiotti di pezza.
- Labaro (ラバロ?, Rabaro, in originale Raballo)

Doppiato da: Kenyū Horiuchi (ed. giapponese), Vittorio Di Prima (ed. italiana)
Dopo aver lasciato l'Arma dei Carabinieri a causa di una ferita alla gamba, inizialmente accetta di essere "fratello" di Claes solo per poter rientrare in azione; finisce per affezionarsi alla bambina e le insegna la gioia della calma e della lettura. Proprio quando tutto sembra volgere per il meglio resta vittima di un pirata della strada. Claes, rotto il legame col fratello, diventa apatica e inutile in azione, sarà quindi usata per sperimentare le nuove tecnologie cyborg.
Marco (マルコー?, Marukō)
Doppiato da: Norihiro Inōe (prima serie), Kazuki Yao (seconda serie) (ed. giapponese), Massimo Bitossi (ed. italiana)
È il "fratello" di Angelica. Tratta la bambina in modo rude da quando questa inizia a risentire degli effetti collaterali del condizionamento, fino ad abbandonarla, per poi raggiungerla soltanto sul letto di morte.
Lauro (ラウーロ?, Raūro)
Doppiato da: Eisuke Tsuda (ed. giapponese), Christian Iansante (ed. italiana)
È il "fratello" di Elsa. È particolarmente restio a considerare la bambina qualcosa di più che un oggetto. Questo comportamento non ha fatto altro che peggiorare il loro rapporto fino a portare all'omicidio-suicidio che l'ha concluso.

## Media

### Manga
Il manga è stato pubblicato per la prima volta in Giappone dal 21 maggio 2002 al 27 settembre 2012, sulla rivista Dengeki Daioh. Successivamente il manga è stato pubblicato in una serie di tankōbon dalla MediaWorks.
In Italia il manga è stato inizialmente acquistato dalla Shin Vision, che ha tradotto e pubblicato i primi due volumi nel 2004, interrompendo in seguito la serie. Dopo il fallimento della casa editrice, i diritti sono stati acquistati da d/visual, che a partire da dicembre 2007 ha ripubblicato i volumi precedenti e proseguito la serie, tuttavia l'edizione si è interrotta al decimo tankōbon nel 2009. A differenza dell'edizione Shin Vision, nella pubblicazione di d/visual il nome di Triela è stato cambiato in "Doriella" e le onomatopee sono rimaste in originale. La pubblicazione dei volumi 11 e 12 in simultanea è stata effettuata da d/visual nel 2011, e dopo il passaggio della distribuzione del catalogo dell'editore a GP Publishing la situazione non si è più evoluta. Nel 2019 Planet Manga ha annunciato una nuova edizione della serie, la quale è stata pubblicata dal 29 agosto dello stesso anno al 22 luglio 2021.

### Anime
La prima serie di Gunslinger Girl, diretta da Morio Asaka, è andata in onda in Giappone dall'8 ottobre 2003 al 19 febbraio 2004, trasmessa su Fuji Television e successivamente sul canale satellitare Animax. La serie è tratta dai primi due volumi del manga. Dal 7 gennaio al 31 marzo 2008 è stata realizzata una seconda serie, intitolata Gunslinger Girl - Il Teatrino, diretta da Rei Mano e scritta e supervisionata dallo stesso Yu Aida. Il 24 ottobre 2008 sono usciti in Giappone, direttamente in DVD, due episodi aggiuntivi.
In Italia il primo episodio della prima serie dell'anime è stato trasmesso (in giapponese con sottotitoli in italiano) durante l'anime week di MTV nel 2005, mentre i primi due episodi (stavolta doppiati in italiano) sono stati presentati in anteprima per la nuova etichetta Fool Frame nel corso della fiera di settore Lucca Comics & Games 2007. L'11 luglio 2025, Yamato Video ha annunciato di aver acquistato i diritti della serie, annunciando anche il doppiaggio italiano di tutta la serie.

### Colonna sonora
La colonna sonora di Gunslinger Girl è composta da 36 temi diversi.

#### Sigle
Prima stagione
- Sigla iniziale - The Light Before We Land dei The Delgados
- Sigla finale - Dopo Il Sogno 夢のあとに - di Opus

Seconda stagione
- Sigla iniziale - Solo un pensiero たった１つの想い - di Kokia
- Sigla finale - Bambola Doll - di Lia & Aoi Tada

### Videogioco
Nel 2004 è stato realizzato anche un videogioco per PlayStation 2, uscito solamente in Giappone. Il gioco è uno sparatutto in cui si ha il controllo di una delle cyborg assassine.

### Image Album
Il 21 dicembre 2005 è uscito in Giappone un "image album", ovvero una raccolta di canzoni ispirate ai personaggi del manga. L'album si intitola Poca Felicità. La copertina dell'album è stata disegnata da Yu Aida.